# جدول زمانی زنان در علم

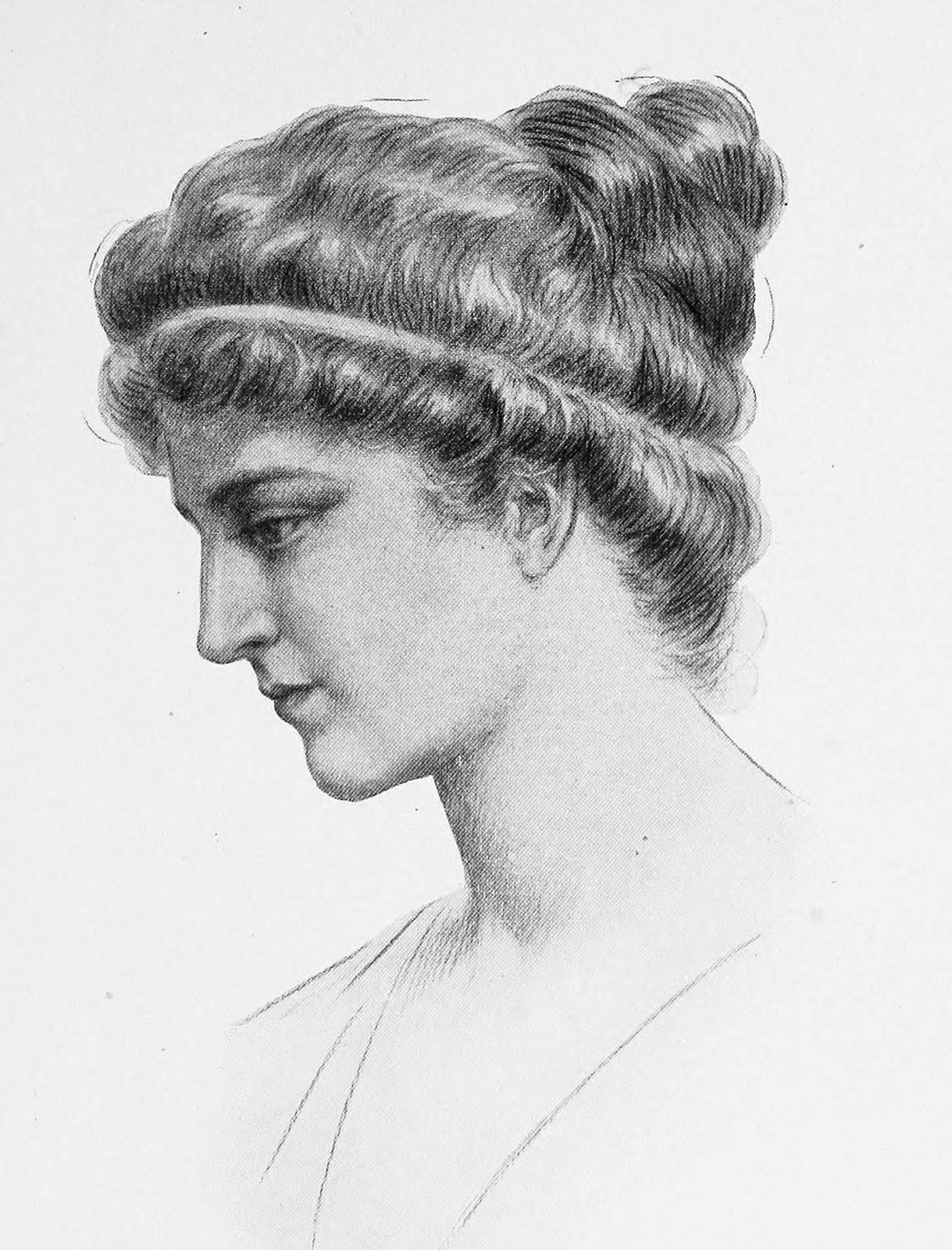
هیپاتیا (متولد حدود 350–370، درگذشته 415 پس از میلاد) فیلسوف، ستاره شناس و ریاضیدان

این جدول زمانی زنان در علم است که از تاریخ باستان تا قرن بیست و یکم را در بر می‌گیرد. در حالی که جدول زمانی در درجه اول بر زنان درگیر با علوم طبیعی مانند نجوم، زیست‌شناسی، شیمی و فیزیک تمرکز می‌کند، همچنین شامل زنانی از علوم اجتماعی (مانند جامعه‌شناسی، روان‌شناسی) و علوم رسمی (مانند ریاضیات، علوم کامپیوتر) و نیز می‌شود. اساتید برجسته علم و دانشمندان علوم پزشکی. رویدادهای زمانی فهرست شده در جدول زمانی هم به دستاوردهای علمی و هم به برابری جنسیتی در علوم مربوط می‌شود.

## تاریخ باستان
- ۱۹۰۰ قبل از میلاد: آگانیس، که همچنین به عنوان آتیرتا شناخته می‌شود، یک شاهزاده خانم مصری در طول پادشاهی میانه (حدود ۲۰۰۰–۱۷۰۰ قبل از میلاد) بود که بر روی نجوم و فلسفه طبیعی کار می‌کرد.
- حدود ۱۵۰۰ قبل از میلاد: حتشپسوت، همچنین به عنوان پزشک ملکه، یک اکسپدیشن گیاه‌شناسی را برای جستجوی گیاهان رسمی ترویحدود داد.
- ۱۲۰۰ پ. م: عطرساز بین‌النهرینی Tapputi-Belatekallim در متن لوحی به خط میخی ارجاع داده شد. او اغلب به عنوان اولین شیمیدان ثبت شده در جهان در نظر گرفته می‌شود.
- ۵۰۰ پ. م: تیانو فیلسوف فیثاغورثی بود.
- حدود ۱۵۰ قبل از میلاد: آگلائونیس اولین ستاره‌شناس زنی بود که در یونان باستان ثبت شد.
- قرن اول قبل از میلاد: زنی که فقط به نام نیش شناخته می‌شود، اولین کیمیاگر زن چینی ثبت شده‌است. او با «کشف چگونگی تبدیل جیوه به نقره» - احتمالاً فرایند شیمیایی جوشاندن جیوه به منظور استخراحدود بقایای نقره خالص از سنگ معدن شناخته شده‌است.
- قرن ۱ پس از میلاد: مریم یهودی یکی از اولین کیمیاگران جهان بود.
- حدود ۳۰۰–۳۵۰ پس از میلاد: ریاضیدان یونانی پاندروزیون یک تقریب عددی برای ریشه‌های مکعبی ایجاد کرد.
- حدود ۳۵۵–۴۱۵ پس از میلاد: هیپاتیا، اخترشناس، ریاضی‌دان و فیلسوف یونانی به‌عنوان معلم معتبر دانشگاهی، مفسر ریاضیات، و رئیس آکادمی علوم خودش مشهور شد.
- قرن سوم پس از میلاد: کلئوپاترا کیمیاگر، چهره اولیه در شیمی و کیمیاگری عملی، به عنوان اختراع انبیق شناخته می‌شود.

## قرن ۱۷
- ۱۶۰۹: مامای فرانسوی لوئیز بورژوا بورسیه اولین زنی شد که کتابی در مورد شیوه‌های زایمان نوشت.
- ۱۶۳۶: آنا ماریا ون شورمن اولین زنی است که در سخنرانی‌های دانشگاه شرکت می‌کند. او مجبور بود پشت پرده ای بنشیند تا همکلاسی‌های پسرش او را نبینند.
- ۱۶۴۲: مارتین برترو، اولین زن کانی‌شناس ثبت شده، به ظن جادوگری در فرانسه زندانی شد. برترو پیش از دستگیری دو اثر مکتوب دربارهٔ علم معدن و متالورژی منتشر کرده بود.
- ۱۶۵۰: ماریا کونیتز، ستاره‌شناس سیلسیایی، Urania Propitia را منتشر کرد، اثری که روش‌های ریاضی یوهانس کپلر را برای مکان‌یابی سیارات ساده و به‌طور قابل ملاحظه ای بهبود بخشید. این کتاب به دو زبان لاتین و آلمانی منتشر شد، تصمیمی غیر متعارف که متن علمی را برای خوانندگان تحصیل‌کرده غیردانشگاهی قابل دسترس‌تر کرد.
- ۱۶۵۶: ماری موردراک شیمیدان و کیمیاگر فرانسوی کتاب La Chymie Charitable et Facile, en Faveur des Dames (شیمی مفید و آسان، به نفع خانم‌ها) را منتشر کرد.
- ۱۶۶۷: مارگارت لوکاس کاوندیش، دوشس نیوکاسل از تاین (۱۶۲۳–۱۵ دسامبر ۱۶۷۳) یک اشراف، فیلسوف، شاعر، دانشمند، داستان‌نویس، و نمایشنامه نویس انگلیسی در قرن هفدهم بود. او اولین زنی بود که در سال ۱۶۶۷ در نشستی در انجمن سلطنتی لندن شرکت کرد و به انتقاد از اعضا و فیلسوفان توماس هابز، رنه دکارت و رابرت بویل پرداخت.
- ۱۶۶۸: پس از جدایی از همسرش، مارگریت دو لا سابلیر، زن فرانسوی، سالنی محبوب در پاریس تأسیس کرد. دانشمندان و دانشمندان کشورهای مختلف به‌طور مرتب از سالن بازدید می‌کردند تا در مورد ایده‌ها بحث کنند و دانش را به اشتراک بگذارند، و سابلیر با مهمانان خود به مطالعه فیزیک، نجوم و تاریخ طبیعی می‌پرداخت.
- 1680: Jeanne Dumée ستاره‌شناس فرانسوی خلاصه ای از استدلال‌ها را منتشر کرد که از نظریه کوپرنیک در مورد هلیومرکزی حمایت می‌کرد. او نوشت: «میان مغز زن و مرد تفاوتی نیست».
- ۱۶۸۵: تیتیا برونگرسما، شاعر و باستان‌شناس فریزی، بر اولین حفاری یک دلمن در بورگر هلند نظارت کرد. این حفاری شواهد جدیدی به دست آورد که نشان می‌دهد سازه‌های سنگی گورهایی بوده‌اند که توسط انسان‌های ماقبل تاریخ ساخته شده‌اند - نه سازه‌هایی که توسط غول‌ها ساخته شده‌اند، که باور رایج قبلی بوده‌است.
- ۱۶۹۰: الیزابتا کوپمن هولیوس، ستاره‌شناس آلمانی-لهستانی، بیوه یوهانس هولیوس، که بیش از بیست سال به مشاهدات (و احتمالاً محاسبات) او کمک کرده بود، به نام پرودروموس اخترشناسی، بزرگ‌ترین و دقیق‌ترین فهرست ستاره‌ها را منتشر کرد. تاریخ.
- ۱۶۹۳–۱۶۹۸: ستاره‌شناس و تصویرگر آلمانی ماریا کلارا ایمارت بیش از ۳۵۰ طرح دقیق از مراحل ماه خلق کرد.
- ۱۶۹۹: حشره‌شناس آلمانی ماریا سیبیلا مریان، اولین دانشمندی که چرخه زندگی حشرات را برای عموم ثبت کرد، یک سفر علمی به سورینام، آمریکای جنوبی آغاز کرد. او متعاقباً Metamorphosis insectorum Surinamensium را منتشر کرد، یک کار مصور پیشگامانه در مورد گیاهان، حیوانات و حشرات آمریکای جنوبی.